# Р. Келлі
Роберт Сильвестр Келлі (англ. Robert Sylvester Kelly; нар. 8 січня 1967), більш відомий під своїм сценічним псевдонімом Р. Келлі — американський співак, автор пісень, актор і колишній професійний баскетболіст. Келлі народився в Чикаго. Його музична кар'єра почалася в 1992 рік у, коли він виступав з групою «Public Announcement». Співак виділявся на загальному тлі «правильних хлопчиків» відвертістю написаних і виконаних ним пісень, багато з яких були начинені пасажами вельми непристойного змісту. Він майстерно поєднав традицію задушевного співу в стилі соул, що йде від Лайонела Річі, з елементами актуальних фанку і хіп-хопу.
З початку його кар'єри, Келлі був предметом численних звинувачень у сексуальному насиллі та неправомірних діях, часто з неповнолітніми дівчатами, всі звинувачення він «категорично заперечує».
За даними журналу Billboard, Р. Келлі є найбільш успішним сольним співаком 1990-х по числу синглів, які потрапили в число сорока кращих композицій США, а кількість проданих альбомів тільки в США сягає 30 мільйонів копій.

## Біографія
У грудні 2022 року, замаскувавшись під Legacy Recordings, Real Talk Entertainment видали бутлеґ I Admit, який згодом вилучили із сервісів цифрової дистриб'юції.

## Сексуальні скандали і звинувачення
В 2002 році було відкрито 21 справу, де його звинувачували в дитячій порнографії, але Келлі виправдали по всіх справах у 2008.

### Surviving R. Kelly
В січні 2019 Lifetime випустила документальний серіал Surviving R. Kelly з шести частин, в якому висвітлювалися сексуальні зловживання та звинувачення в неправомірних діях проти Келлі. Згідно з доповіддю TMZ, Келлі планує вжити юридичні дії проти творців серії. Джерела, близькі до Келлі, кажуть, що він планує запустити вебсайт, де він спробує дискредитувати своїх обвинувачів.

#### Реакція суспільства
Вихід цього серіалу спричинив кампанію #muteRKelly, метою якої є бойкот виконавця радіостанціями і припинення фінансування його творчості від лейблів. Гурт Phoenix і репер Chance the Rapper вибачились за співпрацю з Келлі, а Леді Гага на додачу заявила, що видалить їх дуетну пісню «Do What U Want (With My Body)» з альбому ARTPOP з iTunes та інших сервісів.
Дочка репера Джоан (Buku Abi) назвала його «монстром».

### Судовий процес
Судовий процес над співаком, якого заарештували у 2019 році, розпочався у серпні 2021 року. Прокурори звинуватили Р. Келлі у тому, що він, користуючись славою і багатством, заманював жертв обіцянками допомогти з музичною кар’єрою. Деякі з його жертв повідомили, що на час подій були неповнолітніми. На суді виступили 45 свідків обвинувачення.
Келлі визнали винним по дев’яти пунктах звинувачення, серед них сексуальна експлуатація, насилля над дітьми та торгівля людьми. За вироком, винесеним 30 червня 2022 року, Р. Келлі засуджено до 30 років ув'язнення.

## Дискографія

### Студійні альбоми
- 1992: Born into the 90's
- 1993: 12 Play
- 1995: R. Kelly
- 1998: R.
- 2000: TP-2.com
- 2002: The Best of Both Worlds
- 2003: Chocolate Factory
- 2004: Happy People/U Saved Me
- 2004: Unfinished Business
- 2005: TP3.Reloaded
- 2007: Double Up
- 2009: Untitled
- 2010: Love Letter
- 2012: Write Me Back
- 2013: Black Panties
- 2016: 12 Nights of Christmas

### Сингли
- 1996: I Believe I Can Fly

## Фільми
- Fade to Black (2004)